# K-pop Hot 100
韓國流行音樂百強榜（英語：K-pop Hot 100，又稱為）是由美國音樂雜誌《告示牌》推出的音樂排行榜，榜單主要根據是主要通路和電信服務的數位下載而成。這也是繼日本百强单曲榜後，第2份由《告示牌》製作的亞洲音樂排行榜。
該榜單於2011年8月正式啟用，第一首榜單冠軍歌曲是女子團體SISTAR的單曲〈So Cool〉。自2014年5月17日，《公告牌》停止發行該榜單，韓國也於2014年7月16日停止發行。到了2017年，《公告牌》重新發布韓國流行音樂百強榜。

## 外部連結
- 韓國流行音樂百強榜 （页面存档备份，存于）